# Ben Kanute
Ben Kanute, né le 14 décembre 1992 à Geneva aux États-Unis, est un triathlète professionnel américain, champion des États-Unis (2015).

## Palmarès
Le tableau présente les résultats les plus significatifs (podium) obtenus sur le circuit national et international de triathlon depuis 2013,.
| Année | Compétition                               | Pays         | Position           | Temps           |
| ----- | ----------------------------------------- | ------------ | ------------------ | --------------- |
| 2019  | Ironman 70.3 California                   | États-Unis   | Médaille d'or      | 3 h 49 min 25 s |
| 2018  | Ironman 70.3 Texas                        | États-Unis   | Médaille d'or      | 3 h 43 min 44 s |
| 2017  | Championnat du monde Ironman 70.3         | États-Unis   | Médaille d'argent  | 3 h 51 min 6 s  |
| 2017  | Championnat du monde en relais mixte      | Allemagne    | Médaille d'argent  | 1 h 22 min 42 s |
| 2017  | Ironman 70.3 Porto Rico                   | Porto Rico   | Médaille de bronze | 3 h 51 min 32 s |
| 2016  | Championnat du monde en relais mixte      | Allemagne    | Médaille d'or      | 1 h 20 min 29 s |
| 2016  | Coupe panaméricaine - l'étape de Clermont | États-Unis   | Médaille d'or      | 0 h 53 min 8 s  |
| 2015  | Championnat des États-Unis                | États-Unis   | Médaille d'or      | 1 h 46 min 42 s |
| 2014  | Coupe du monde - l'étape de Tongyeong     | Corée du Sud | Médaille d'argent  | 1 h 48 min 34 s |
| 2013  | Championnat du monde en relais mixte      | Allemagne    | Médaille de bronze | 1 h 18 min 19 s |